# Australofannia
Australofannia là một chi ruồi trong họ Fanniidae. Hiện tại chỉ mới có một loài Australofannia spiniclunis Pont, 1977, được ghi nhận trong chi. Chúng thường được tìm thấy ở Đông Nam Úc.
Loài này được nhà côn trùng học người Anh Dr Adrian C. Pont mô tả lần đầu tiên vào năm 1977.